# (4538) 1988 TP
(4538) 1988 TP (1988 TP, 1969 TJ, 1971 DH1, 1984 SF2) — астероїд головного поясу.
Тіссеранів параметр щодо Юпітера — 3,492.